# Antonio Molino Rojo
Antonio Molino Rojo (n. Venta de Baños, provincia de Palencia; 14 de septiembre de 1926 - f. Barcelona; 2 de noviembre de 2011) fue un actor y director español.

## Trayectoria
Se inicia como deportista, pero inicia su carrera en el cine a los 20 años de edad como doble y especialista y acaba de actor de reparto a partir de 1950 con la película Las aventuras de don Juan Mairena. Su carrera se desarrolla discretamente en el cine español, recurriendo a menudo en el llamado género péplum.
Sus mayores éxitos vendrán a finales de los años 60 en una etapa del cine de género y coproduciones, especialmente en los spaguetti-western de Sergio Leone como Por un puñado de dólares, La muerte tenía un precio, El bueno, el feo y el malo y Hasta que llegó su hora. Su rostro fiero e implacable añadido a su agilidad hacían de Antonio Molino Rojo un actor ideal para protagonizar papeles secundarios de este género. Se le puede ver también en otros westerns españoles como Manos torpes, 15 horcas para un asesino, Garringo, etc.
En algunas de sus apariciones aparece acreditado como "Red Mills". También ha dirigido alguna que otra película de cine X, como Seis calientes suecas en Ibiza de 1982 o Bragas húmedas en 1984.
Su última película fue La diputada del director Javier Aguirre en 1988. Falleció el 2 de noviembre de 2011 en Barcelona, a los 85 años de edad.

## Filmografía
- 1988 - Sinatra ... Encargado del bingo
- 1986 - Más allá de la muerte ... Inspector
- 1985 - Acosada ... Police Commissioner
- 1985 - Playa azul ... (como Red Mills)
- 1982 - Fuga de Ceylán ...
- 1982 - Bacanales romanas ... Caesar (como Red Mills)
- 1981 - Los violadores ... Encargado del párking (no acreditado)
- 1981 - Patrizia ... Sam
- 1980 - Apocalipsis caníbal ... SWAT Leader (no acreditado)
- 1980 - La isla de las vírgenes ardientes ...
- 1980 - Estigma ... Jorge (como A. Molino Rojo)
- 1980 - Viaje al más allá ... Sacerdote (como Red Mills)
- 1979 - La ciudad maldita ... Peter
- 1979 - Los violadores del amanecer ... Padre de Rafi (como Molino Rojo)
- 1977 - Es muß nicht immer Kaviar sein (serie de TV)
- 1976 - Gesucht wird... (serie de TV) ... Victor
- 1975 - El asesino de muñecas ... Sir Arthur
- 1974 - Las correrías del Vizconde Arnau ...
- 1974 - La redada ... Gino
- 1974 - El último viaje ... Harold Shiffel
- 1973 - Mi nombre es Ninguno ... Oficial del ejército de los EE. UU. (no acreditado)
- 1973 - La muerte incierta ... Clive Dawson (como Antonio Molino)
- 1972 - Hijos de pobres, pero deshonestos padres... Le llamaban Calamidad ... Mr. Cray
- 1972 - Horror Story ...
- 1972 - Veinte pasos para la muerte ... (como Antonio Rojo)
- 1972 - Los buitres cavarán tu fosa ... Rojo
- 1972 - Percy Stuart (serie de TV) ... Pollux
- 1972 - Lo ammazzo come un cane... ma lui rideva ancora ... Ramson
- 1972 - Una cuerda al amanecer ...
- 1971 - Un colt por cuatro cirios ...
- 1970 - La diligencia de los condenados ...
- 1970 - Manos torpes ... Frank
- 1970 - Hola, señor Dios ... Revisor/Gaspar
- 1969 - Los desesperados
- 1969 - Garringo ... Harriman
- 1969 - La brigada de los condenados ... Soldado Albert Hank
- 1969 - Mátalos y vuelve ...
- 1969 - Hasta que llegó su hora ... Miembro de la banda de Frank en la subasta (no acreditado)
- 1969 - Un minuto para rezar, un segundo para morir ... Sein (no acreditado)
- 1969 - 4 dólares de venganza
- 1969 - O.K. Yevtushenko ... General Borodin
- 1967 - El dedo del destino (como Antonio Rojo)
- 1967 - El hombre que mató a Billy el Niño ... Tom McGregor
- 1967 - Operación cabaretera ... Marinero de guardia 2
- 1966 - El bueno, el feo y el malo ... Capitán Harper (como Molino Rocho)
- 1966 - Tormenta sobre el Pacífico ... André Chambles
- 1966 - El halcón y la presa ... Widow's ranchero (como Molino Rojo)
- 1966 - Texas Kid ... Harv (como Antonio Molino)
- 1966 - El gran golpe de los siete hombres de oro ...
- 1966 - Los cinco de la venganza ...
- 1966 - El hombre del Sur ... Brian
- 1966 - El tigre de los siete mares ... Andre Chambles
- 1966 - Culpable para un delito
- 1966 - Siete pistolas para los Mac Gregor ... Sheriff
- 1965 - La muerte tenía un precio ... Frisco, miembro de la banda de Indio (no acreditado)
- 1965 - Viva Carrancho ... Bud
- 1965 - Estambul 65 ... Presentador de la película
- 1965 - Die Hölle von Manitoba ... Sam
- 1965 - El rancho de los implacables ... Dingus
- 1965 - Aventura en el oeste
- 1965 - El dedo en el gatillo ... Benham
- 1964 - Saúl y David
- 1964 - Alféreces provisionales ... Teniente
- 1964 - Los rurales de Texas
- 1964 - Por un puñado de dólares ... Miembro de la banda de Baxter (no acreditado)
- 1964 - Bienvenido, padre Murray ... Monty
- 1963 - Sandokán, el magnífico ... Teniente Toymby
- 1963 - Esa pícara pelirroja ... Fabricante de lavadoras suizo #1 - como Molino Rojo)
- 1963 - El valle de los hombres de piedra ... Tarpete
- 1963 - Los muertos no perdonan
- 1962 - La venganza del Zorro
- 1962 - Cupido contrabandista
- 1962 - El sheriff terrible ... Smith
- 1962 - Los siete espartanos ... Macrobius (como Antonio Molino)
- 1962 - Escuela de seductoras
- 1962 - Sabían demasiado (como Antonio Molino)
- 1961 - El gladiador invencible ... Euclante (como Antonio Molino)
- 1960 - Un rayo de luz
- 1960 - El vagabundo y la estrella
- 1960 - La mentira tiene cabellos rojos
- 1960 - El príncipe encadenado
- 1960 - Sentencia contra una mujer (aka Antonio Molino)
- 1959 - El lazarillo de Tormes
- 1959 - S.O.S., abuelita
- 1959 - Venta de Vargas (aka A. Molino Rojo)
- 1959 - La novia de Juan Lucero
- 1959 - Parque de Madrid
- 1959 - 15 bajo la lona
- 1959 - Ya tenemos coche
- 1959 - Una muchachita de Valladolid
- 1959 - La vida por delante (como Antonio Molino)
- 1959 - El hincha
- 1958 - Una mujer para Marcelo
- 1958 - Aquellos tiempos del cuplé (como Antonio Molino)
- 1958 - Historias de Madrid
- 1957 - ...Y eligió el infierno
- 1957 - Fulano y Mengano ... Preso
- 1957 - Agguato a Tangeri
- 1957 - La hija de Juan Simón (como Antonio Molino)
- 1957 - Maravilla
- 1957 - Las muchachas de azul
- 1956 - Castillos en pie de paz (cortometraje) (como Antonio Molino)
- 1956 - Los ladrones somos gente honrada
- 1955 - El mensaje
- 1955 - Mañana cuando amanezca
- 1955 - Mister Arkadin (no acreditado)

## Productor
- 1988 - La diputada
- 1974 - Emma, puertas oscuras

## Director
- 1981 - Seis calientes suecas en Ibiza